# Alekszandr Alekszejevics Gorszkij
Alekszandr Alekszejevics Gorszkij (oroszul: Александр Алексеевич Горский) (Szentpétervár környékén, 1871. augusztus 6. – Moszkva, 1924. szeptember) orosz táncművész, balettmester, koreográfus.

## Élete
A szentpétervári Orosz Balett Akadémiáján végzett, a Bolsoj első balettmestere volt.
Leginkább ismert művei a máig ható Don Quijote, a Hattyúk tava és a Diótörő koreográfiája, továbbá a Rajmonda és a Bajadér.